# Plomin
Plomin är en ort i Kroatien.   Den ligger i länet Istrien, i den västra delen av landet, 160 km sydväst om huvudstaden Zagreb. Plomin ligger 152 meter över havet och antalet invånare är 124.
Terrängen runt Plomin är huvudsakligen kuperad, men norrut är den bergig. Havet är nära Plomin åt sydost.  Närmaste större samhälle är Labin, 6,7 km sydväst om Plomin. 